# Романово (Романовський район)
Рома́ново (рос. Романово) — село, центр Романовського району Алтайського краю, Росія. Адміністративний центр та єдиний населений пункт Романовської сільської ради.

## Населення
Населення — 5624 особи (2010; 6104 у 2002).
Національний склад (станом на 2002 рік):
- росіяни — 79 %